# Ostorhinchus aureus
Ostorhinchus aureus är en kardinalabborrfisk som finns från Afrika i väster till Papua Nya Guinea i öster. Fisken blir upp till 14 cm lång.
Individerna lever i havet nära kusterna. De dyker till ett djup av 40 meter. Individerna lever i par eller i små grupper som gömmer sig ofta i små grottor. De har organiskt material som föda.
Några exemplar fångas och hölls som akvariefisk. Hela populationen anses vara stor. IUCN listar arten som livskraftig (LC).